# 루빈 (1995년)
루빈(본명: 이해준, 본명 한자: 李海儁, 1995년 8월 16일 ~ )은 대한민국의 원팀 멤버이자 남자 아이돌 가수이다.

## 학력
- 대전대문중학교 (졸업)
- 대전한빛고등학교 (졸업)
- 글로벌사이버대학교 방송연예학과 (졸업)